# Lyropteryx lyra
Lyropteryx lyra är en fjärilsart som beskrevs av Saunders 1858. Lyropteryx lyra ingår i släktet Lyropteryx och familjen Riodinidae. Inga underarter finns listade i Catalogue of Life.